# Cartas de Arad

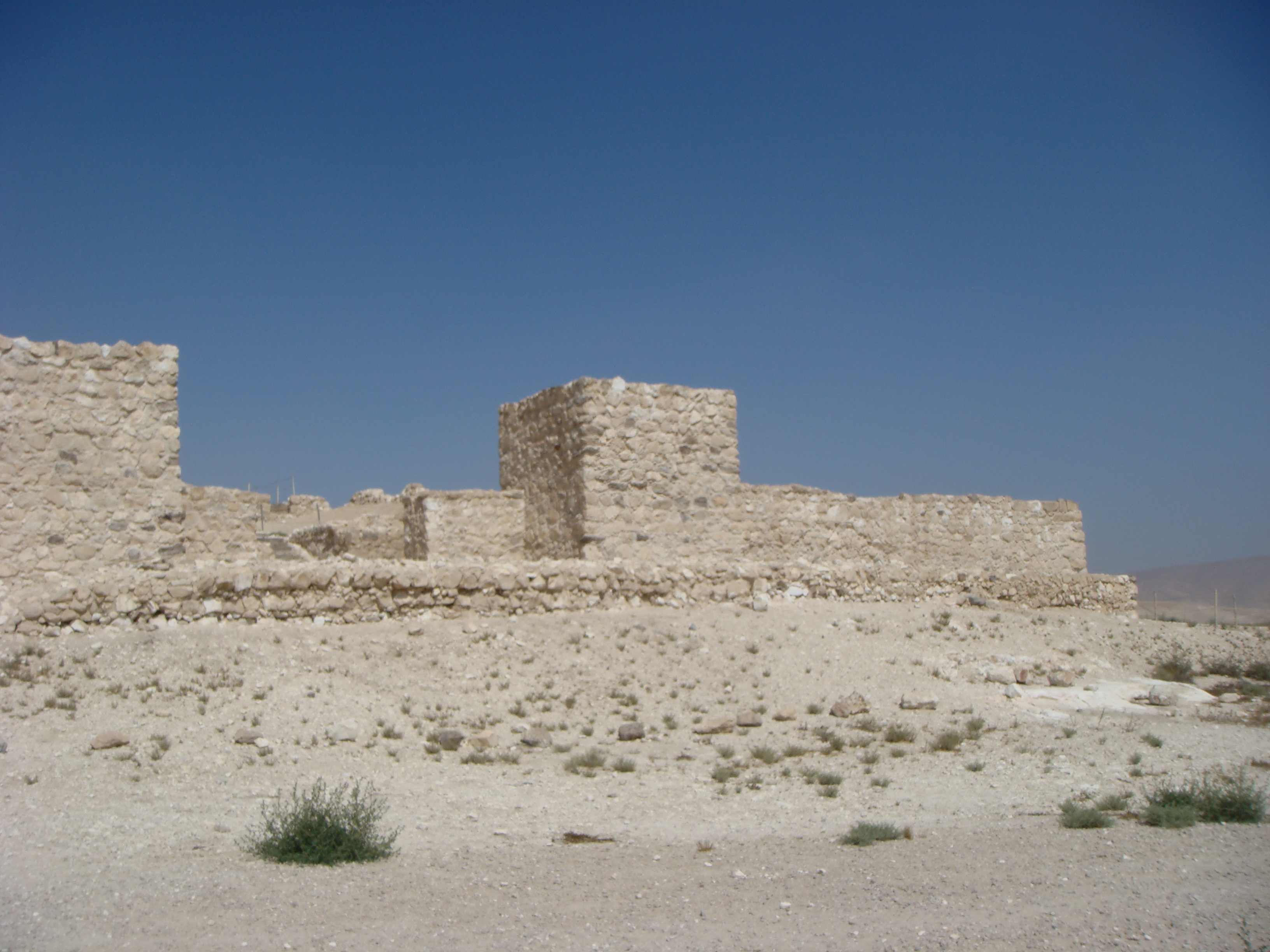
Ruinas de la Fortaleza de Arad.

Las Cartas de Arad, también conocidas como Ostracas de Arad, es una colección de más de 200 inscripciones sobre fragmentos de cerámica, encontradas en Tel Arad en la década de 1960 por el arqueólogo Yohanan Aharoni. Arad era una fortaleza durante la Edad de Hierro en la zona periférica al sur del Reino de Judá, cerca de la actual ciudad de Beersheba en el Israel moderno.
Ciento siete de los ostracas están escritos en alfabeto paleohebreo y datan de alrededor del año 600 a. C. De las ostracas que datan de períodos posteriores, la mayor parte está escrita en arameo y unas pocas en griego y árabe.
La mayoría de las ostracas en hebreo son listas de nombres, cartas de carácter administrativo a los comandantes de la fortaleza y correspondencia diaria entre encargados de suministros militares. La mayoría de están dirigidas a Eliashib (no confundir con el Sumo Sacerdote Eliashib mencionado en Libro de Nehemías), que se cree que era el intendente de la fortaleza.
En una habitación que formaba parte de la muralla de la fortaleza, se encontraron dieciocho ostracas que consistían principalmente en cartas dirigidas a Eliashib. Son conocidos como Archivo de Eliashib.

## Nivel de alfabetización
En 2020, un estudio algorítmico de la caligrafía reveló que las Cartas de Arad fueron redactadas por lo menos por doce autores diferentes, de los cuales entre 4 y 7 estaban estacionados en Arad. Considerando que la guarnición de Arad se estima en sólo 20 a 30 soldados, el resultado implica una alta tasa de alfabetización en el Reino de Judá. El autor del estudio sugirió que la alta tasa de alfabetización podría significar que algunos libros de la Biblia fueron escritos en este período, previo a la caída del reino ante la conquista de los babilonios en el 586 a. C.

### Citas
1. ↑  Pike, 2020, p. 203;Aharoni, 1968, p. 9
2. ↑  Mendel-Geberovich et al., 2017, p. 113;Sci-News.com, 2020;Pike, 2020, p. 203;Borschel-Dan, 2020
3. ↑  Pike, 2020, p. 203;Faigenbaum-Golovin et al., 2016
4. ↑  Borschel-Dan, 2020;Pike, 2020, p. 204;Faigenbaum-Golovin et al., 2016
5. ↑  Boardman, Edwards y Sollberger, 1992, p. 399
6. ↑  Shaus et al., 2020, Introduction.
7. ↑  Shaus et al., 2020, Abstract.
8. ↑  Sci-News.com, 2020